# Jakob Scheuring
Jakob Scheuring   (Östringen, 29 d'octubre de 1912 - Östringen, 8 de desembre de 2001) va ser un atleta alemany, especialista en curses de velocitat, que va competir durant les dècades de 1930 i 1940.
En el seu palmarès destaquen dues medalles al Campionat d'Europa d'atletisme de 1938, una d'or en els 4x100 metres, formant equip amb Manfred Kersch, Gerd Hornberger i Karl Neckermann, i una plata en els 200 metres. i cinc campionats nacionals, tres en els 200, un en els 100 i un en el 4x100.

## Millors marques
- 100 metres llisos. 10.3" (1938)
- 200 metres llisos. 21.0" (1939)[3]